# نوک ایر
نوک ایر (تایلندی: นกแอร์) شرکت هواپیمایی تایلندی است، که در سال ۲۰۰۴ تأسیس شد.